# ارکوس

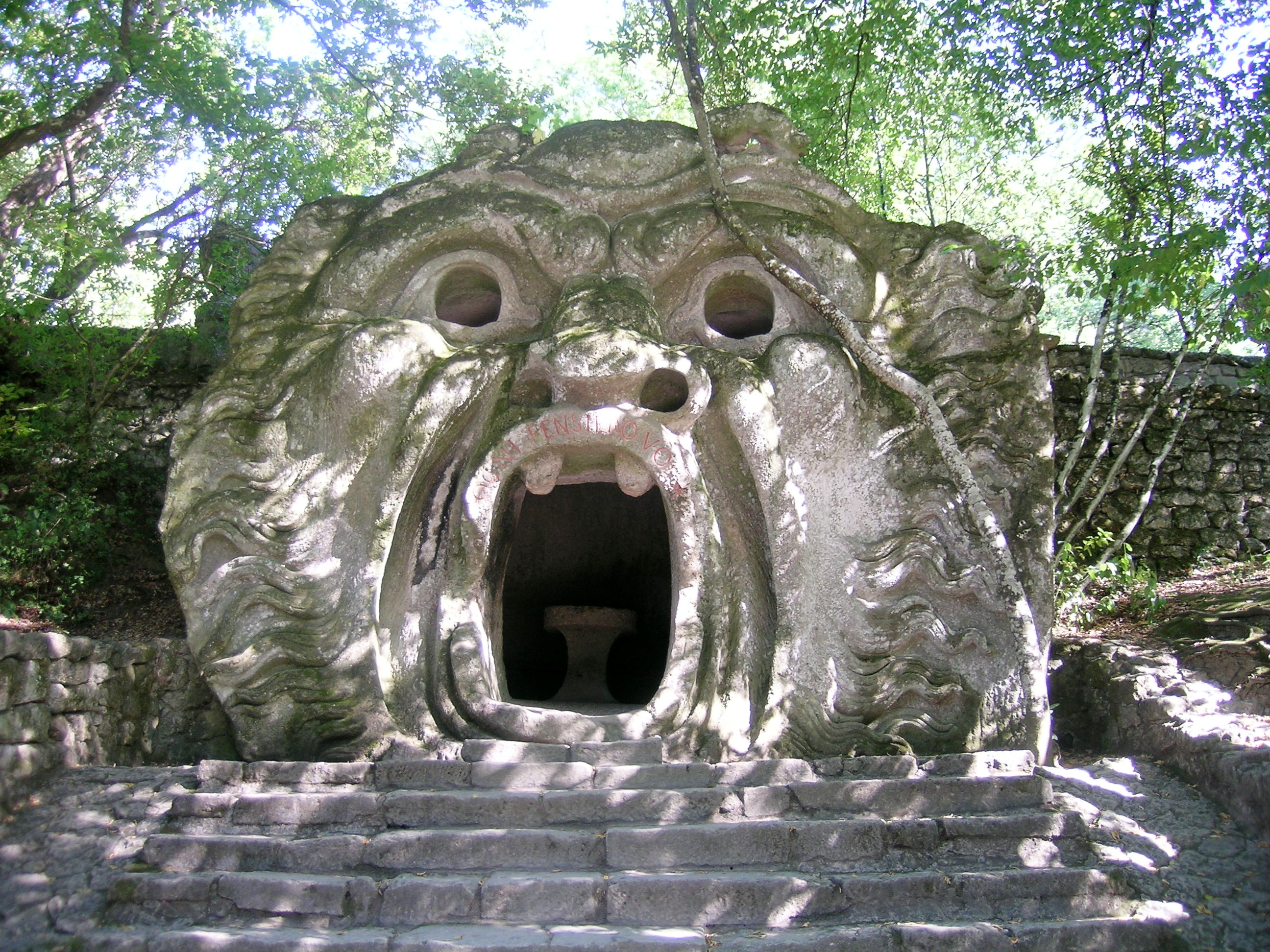
دهان ارکوس در باغ بومارزو

اُرکوس یا اورکوس، یکی از خدایان دنیای زیرین یا عالم مردگان، و مجازات‌کننده سوگند شکنان در اساطیر رومی و ایتالیایی بود. او بیشتر از آنکه معادل هادس یونانی باشد، معادل و همسان با پلوتون رومی بود و بعدها با دیس پاتر نیز همسان شناخته شد. وی در نقاشی‌های مقبره یا معبد معروفی در اتروسک به صورت یک غول ریشوی پُرمو، مجسم شده‌است. معبد مربوط به ارکوس احتمالاً در تپه پالاتین واقع در رم قرار داشته‌است. این احتمال نیز وجود دارد که وی را بتوان حرف نویسی شده یا ترجمانی از شبح یونانی که هورکوس دانست که تجسم انسانی و شخصیتمند سوگند و قسم و یکی از پسران اریس بود.
ارکوس خدایی از دنیای مردگان بود که مردم را به خاطر شکستن عهد مجازات می‌کرد. رابطه ارکوس با مرگ و دنیای زیرین منجر به استفاده از این کلمه برای شیاطین و دیگر موجودات زیرزمینی شد.
اورکوس در اساطیر روم باستان خدای مرگ بود که مردگان را به دنیای زیرین می‌برد.

## ریشه و منشأ

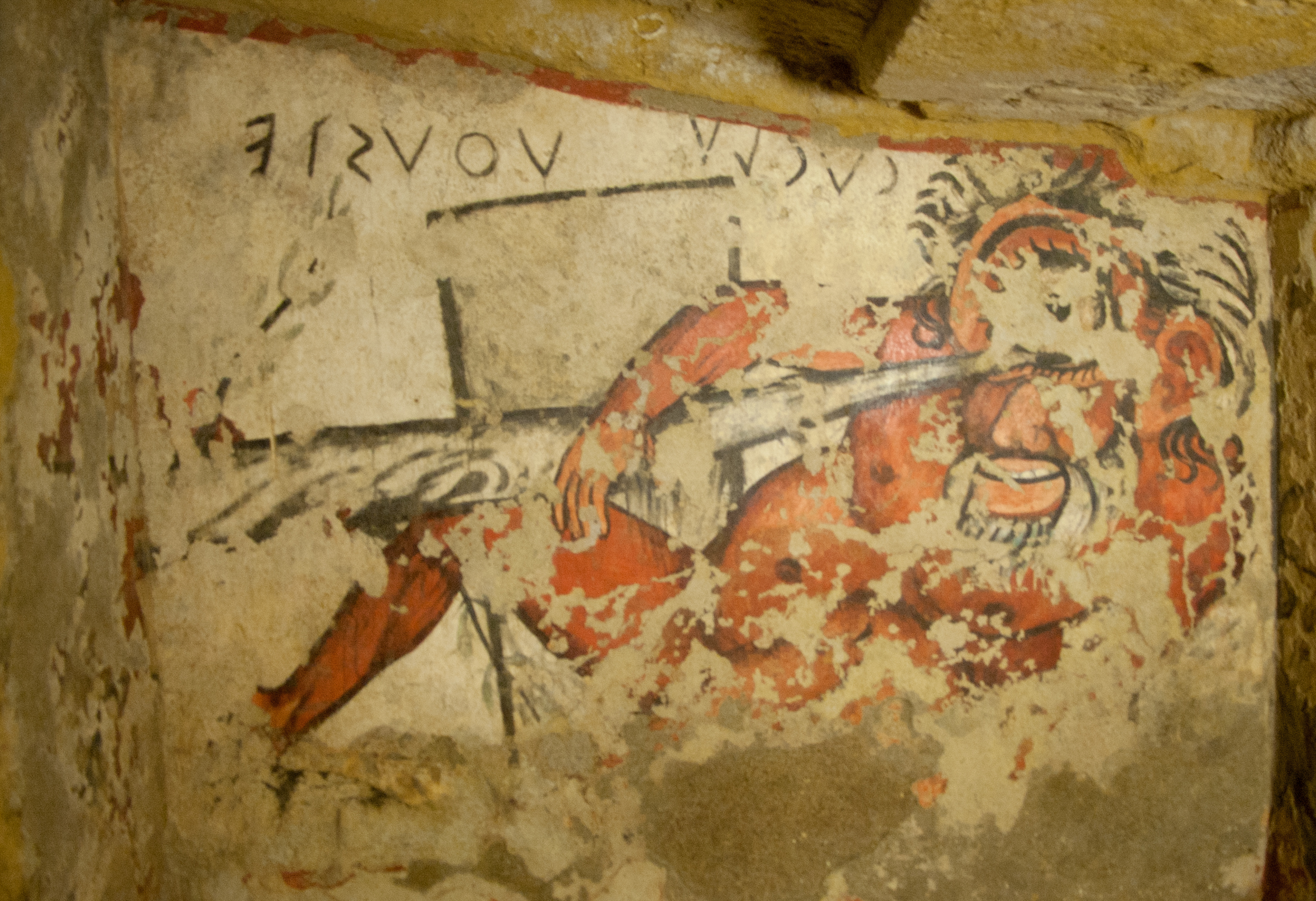
نقاشی دیواری اودیسه و سیکلپس در آرامگاه ارکوس. تارکوینیا، ایتالیا

ممکن است بتوان ریشه‌های ارکوس را در دین اتروسکی به‌وضوح پیدا کرد. ارکوس نامی بود که توسط نویسندگان رومی برای معرفی یک خدای گالیک از خدایان دنیای زیرین به کار برده می‌شد. مکانی که اصطلاحاً آرامگاه ارکوس نامیده می‌شود، یک اسم بی مسمی است، چراکه این مکان در واقع یک جایگاه یا سایت اتروسکی واقع در تراکوئینیا می‌باشد که بر اثر اشتباه کاشفان اولیهٔ خود، که [تصویر] غول ریشو و پُرموی یافت شده در آنجا را، به خطا ارکوس تصور کردند، بدین نام (آرامگاه اورکوس) خوانده شد، حال آنکه آن تصویر در واقع شکلی از سایکلوپ بود.
رومیان گاهی ارکوس را با خدایان دیگر همچون پلوتون، هادس، و دیس پاتر، خدای سرزمین مرگ مشابه در نظر گرفته‌اند. به نظر می‌رسد که نام «ارکوس» به جنبهٔ شوم و مجازات کنندهٔ این ایزد اشاره دارد و او را به صورت خدایی ترسیم می‌کند که ستمکاران را در زندگی پس از مرگ به عذاب و عقوبت و مجازات دچار می‌سازد. همانند نام هادس (که به معنای عالم مردگان آمده‌است) یا همچون نورس هل (که آن نیز برای همین موضوع کاربرد دارد)، «ارکوس» نیز می‌تواند سرزمین مرگ معنا بدهد.
اورکوس عمدتاً در مناطق روستایی مورد پرستش قرار می‌گرفت و فاقد هرگونه آیین رسمی پرستش در شهرها بود. این دورافتادگی یا دور ماندن او از شهرها، به وی اجازه داد تا برای مدت‌ها در حومه شهرها به حیات و بقای خویش ادامه بدهد و به مراتب بیش از خدایان دیگری که پرستش آنان متوقف شده بود، باقی بماند. اورکوس به بقای خویش به عنوان یک چهرهٔ فولکلوریک در طی قرون وسطی ادامه داد و جنبه پرستش خود را نیز، با حضورش در جشنواره‌های موسوم به مرد وحشی که در نواحی روستایی اروپا وطی دوران مدرن برگزار می‌شود، حفظ نمود. در واقع، بسیاری از آنچه که امروزه در مورد جشن‌های مرتبط با ارکوس شناخته شده‌است، از تغییر ماهیت پدیدآمده در منابع قرون وسطی حاصل شده‌است.

## استفاده‌های بعدی از او و بازمانده‌هایش

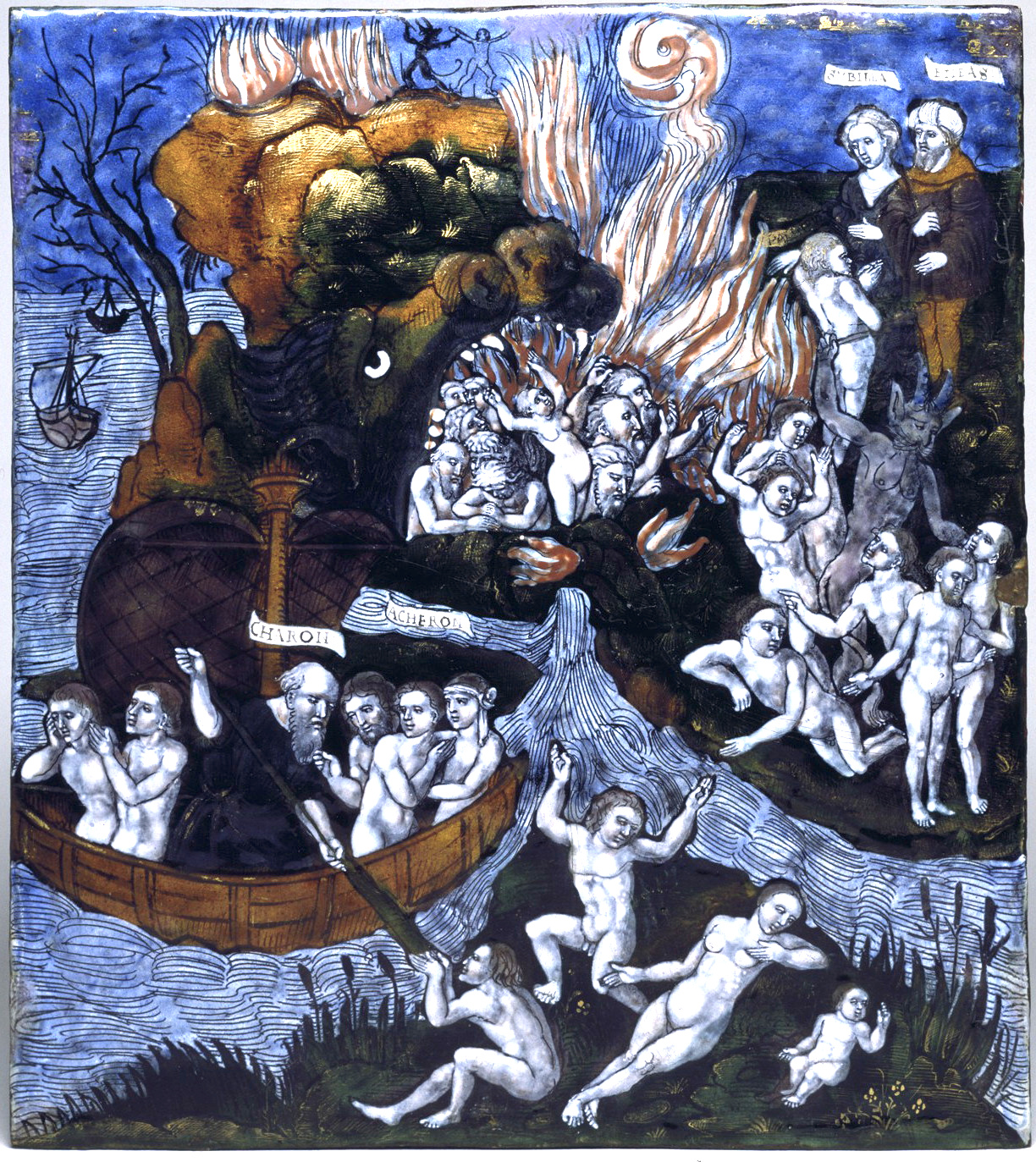
فرود انیاس به دنیای مردگان (حدود ۱۵۳۰–۱۵۴۰)، موزه هنر والترز

از آنجا که نام ارکوس همواره با مرگ و دنیای مردگان پیوند داشته‌است، از این نام پیوسته برای نام‌گذاری اشباح و دیگر هیولاهای عالم مردگان (دنیای زیرین) استفاده شده‌است، از جمله به ویژه در ایتالیا که در آن نام اورکو به نوعی هیولا اشاره دارد که در قصه‌های جن و پری موجود است و از جسم انسان به عنوان خوراکی تغذیه می‌نماید. کلمه فرانسوی ogre به معنای غول (که نخستین بار در افسانه‌های جن و پری که توسط چارلز پرالت نوشته شده‌اند، بدان برمی‌خوریم) احتمالاً از شکل‌های مختلف همین کلمه می‌باشد، که به صورت orgo یا ogro نیز آمده‌است. در هر صورت، باید توجه داشت که کلمه فرانسوی ogre و همین‌طور کلمه ایتالیایی orco (هر دو به معنای غول)، به‌طور دقیق بر اساس نام همان مخلوق (اورکوس) ترتیب یافته‌اند. نمونه اولیه از اورکو هیولایی است که در داستان لودوویکو آریستو اثر اورلاندو فوریوسو، به چشم می‌خورد، هیولایی حیوان صفت و درنده خوی، و کور، با دندانهایی به شکل عاج فیل در صورتش، که با الهام از سایکلوپ در اودیسه پدید آمده‌است. این اورکو را نباید با اورکا که یک هیولای غول پیکر دریایی[به شکل نهنگ] است و آن نیز در آریوستو پدیدار می‌گردد، اشتباه گرفت.
همین اورکو، الهام بخش ج.آر.آر. تالکین در خلق شخصیت اورکس در سه‌گانه مشهور ارباب حلقه‌ها بود. در متن منتشر شده مرتبط با جنگ جواهرات، تالکین در همین ارتباط اظهار داشته‌است:
باید توجه کرد که کلمه مورد استفاده در ترجمه کوئنیا اورکو، و سیندارین اورچ، همان اورک است. اما این موضوع به علت مشابهت کلمه انگلیسی باستانی اورک، به معنای روح بد یا دیو، به کلمات الویش می‌باشد. البته این احتمال هم هست که هیچ پیوند و ارتباطی میان آنها وجود نداشته باشد. هرچند که در حال حاضر به‌طور کلی تصور می‌شود که این کلمات انگلیسی از نام لاتینی ارکوس مشتق شده باشد.
به همین ترتیب، تالکین در نامه‌ای منتشر نشده که خطاب به جین ولف ارسال کرده‌است، همین نظر را چنین تکرار کرده‌است:
اورک که در اثر من آمده‌است، از کلمه‌ای انگلوساکسون به معنای دیو گرفته شده‌است، هرچند که به‌طور معمول تصور می‌شود که این نام از کلمه جهنمی ارکوس لاتین مشتق شده باشد. گرچه این موضوع فکر مرا بیش از حد درگیر کرده‌است، اما من در مورد آن تردید دارم.
از این قبیل کاربردها، می‌توان تعداد بی شماری از بازی‌های فانتزی و آثار داستانی مشابه دیگر را مثال زد که در تمامی آنها، از مفهوم اورک وام گرفته شده‌است.
ارکوس به عنوان یکی از شخصیت‌های داستان کریستوفر مور موسوم به یک شغل کثیف نیز، پدیدار شده‌است.